# 20301 Thakur
A 20301 Thakur (ideiglenes jelöléssel 1998 FY99) a Naprendszer kisbolygóövében található aszteroida. A LINEAR projekt keretében fedezték fel 1998. március 31-én.